# Lekkoatletyka na Letnich Igrzyskach Paraolimpijskich 2012 – 100 metrów T52 mężczyzn
W biegu na 100 metrów kl. T52 mężczyzn podczas Letnich Igrzysk Paraolimpijskich 2012 rywalizowało ze sobą 11 zawodników. W konkursie udział wzięli poruszający się na wózkach sportowcy z uszkodzonym rdzeniem kręgowym, posiadający minimalną kontrolę nad tułowiem i nogami(lub kontroli tej pozbawieni).

## Wyniki

### Eliminacje
Bieg 1
| Poz. | Zawodnik                     | Narodowość        | Rezultat | Uwagi |
| ---- | ---------------------------- | ----------------- | -------- | ----- |
| 1    | Raymond Martin               | Stany Zjednoczone | 16,79    | Q, PR |
| 2    | Salvador Hernandez Mondragon | Meksyk            | 17,34    | Q     |
| 3    | Josh Roberts                 | Stany Zjednoczone | 18,36    | Q     |
| 4    | Thomas Geierspichler         | Austria           | 18,67    | q     |
| 5    | Sam McIntosh                 | Australia         | 18,70    |       |
| 6    | Toshihiro Takada             | Japonia           | 19,63    |       |

Bieg 2
| Poz. | Zawodnik            | Narodowość        | Rezultat | Uwagi |
| ---- | ------------------- | ----------------- | -------- | ----- |
| 1    | Paul Nitz           | Stany Zjednoczone | 17,11    | Q     |
| 2    | Beat Boesch         | Szwajcaria        | 17,99    | Q     |
| 3    | Peth Rungsri        | Tajlandia         | 18,53    | Q     |
| 4    | Tomoya Ito          | Japonia           | 18,65    | q     |
| 5    | Hirokazu Ueyonabaru | Japonia           | 19,86    |       |

### Finał
| Poz. | Zawodnik                     | Narodowość        | Rezultat | Uwagi |
| ---- | ---------------------------- | ----------------- | -------- | ----- |
| 1    | Raymond Martin               | Stany Zjednoczone | 17,02    |       |
| 2    | Salvador Hernandez Mondragon | Meksyk            | 17,64    |       |
| 3    | Paul Nitz                    | Stany Zjednoczone | 17,99    |       |
| 4    | Beat Boesch                  | Szwajcaria        | 18,41    |       |
| 5    | Tomoya Ito                   | Japonia           | 18,74    |       |
| 6    | Josh Roberts                 | Stany Zjednoczone | 18,86    |       |
| 7    | Thomas Geierspichler         | Austria           | 19,01    |       |
| 8    | Peth Rungsri                 | Tajlandia         | 19,05    |       |